# Río Abakán
El río Abakán (en ruso: Абака́н) es un río asiático localizado en la parte sur-central de Rusia, cuyo nacimiento se encuentra en la región occidental de los montes Sayanes, desde donde fluye en dirección noreste por la depresión de Minusinsk hasta confluir en el río Yeniséi, junto a la ciudad de Abakán. Tiene una longitud de unos 514 km y su cuenca drena un área de unos 55 800 km².
Administrativamente, el río discurre íntegramente por la república de Jakasia de la Federación de Rusia.
Es usado para transportar madera y para irrigación.
El río pasa por las localidades de Abazá (18.052 en el censo de 2002), Ust'-Ies', Ber'lyry, Barajtaiev, Sagai, Azravok, Shalguinov, Arsahnov, Raikov y Sila. La ciudad de Abakán (163.189 hab. en 2009), centro administrativo de Jakasia, está localizada en la confluencia del río Abakan con el Yeniséi.
Sus principales afluentes son el Ona, el  Dzhabash, el Askiz y el Tashtyp.
- Datos: Q216950
- Multimedia: Abakan River / Q216950